# Gåstjärnen (Rätans socken, Jämtland, 694377-143700)
Gåstjärnen är en sjö i Bergs kommun i Jämtland och ingår i Ljungans huvudavrinningsområde.